# Ellobius alaicus
Ellobius alaicus је централноазијска врста волухарице.

## Распрострањење
Ареал врсте је ограничен на једну државу. Киргистан је једино познато природно станиште врсте.

## Угроженост
Подаци о распрострањености ове врсте су недовољни.